# Задньокілеватий вуж хайнанський
Задньокілеватий вуж хайнанський (Opisthotropis balteata) — неотруйна змія з роду задньокілеватий вуж родини полозових (Colubridae).

## Опис
Загальна довжина сягає 1—1,2 м. Голова невелика. Кінчик морди округлий. Ніздрі відкриті у верхній частині голови. Тулуб стрункий. Забарвлення жовте або помаранчево-жовте, по всьому тулуба проходять 40 пар кільцевих чорно-жовтих смуг. Верх голови строкатий, у чорних плямах. Такі ж плями під кожним оком.

## Спосіб життя
Полюбляє гірські струмки. Веде напівводний спосіб життя. Харчується рибою, жабами, прісноводними креветками.
Це яйцекладна змія. Самиця відкладає до 10 яєць.

## Розповсюдження
Мешкає у південному Китаї, зокрема на о.Хайнань, Камбоджі та В'єтнамі.